# Europese weg 763
De Europese weg 763 of E763 is een Europese weg die loopt van Belgrado in Servië naar Bijelo Polje in Montenegro.

## Algemeen
De Europese weg 763 is een Klasse B-verbindingsweg en verbindt het Servische Belgrado met het Montenegrijnse Bijelo Polje en komt hiermee op een afstand van ongeveer 330 kilometer. De route is door de UNECE als volgt vastgelegd: Belgrado - Čačak - Nova Varoš - Bijelo Polje.